# Aphonoides waigeo
Aphonoides waigeo är en insektsart som beskrevs av Andrej Vasiljevitj Gorochov 2008. Aphonoides waigeo ingår i släktet Aphonoides och familjen syrsor. Inga underarter finns listade i Catalogue of Life.